# Bertruda
Bertruda (Bertrude; oko 582. – 618. ili 619.) bila je grofica vladarica Vermandoisa te franačka kraljica 613. – 618. Njezino podrijetlo nije razjašnjeno; moguće je da je bila kći Richomera i svete Gertrude od Hamagea. Vjerojatnije je da je bila kći Wagona II.
Njezin je muž bio franački kralj Klotar II. Mlađi, kojem je rodila sina i kćer, čije je ime bilo Berta. Bertrudin pastorak bio je kralj Dagobert I. Bertruda je bila popularna kraljica, a prema kronici Chronique du Pseudo-Frédégaire, iskreno je voljela svoga muža.